# Okazu

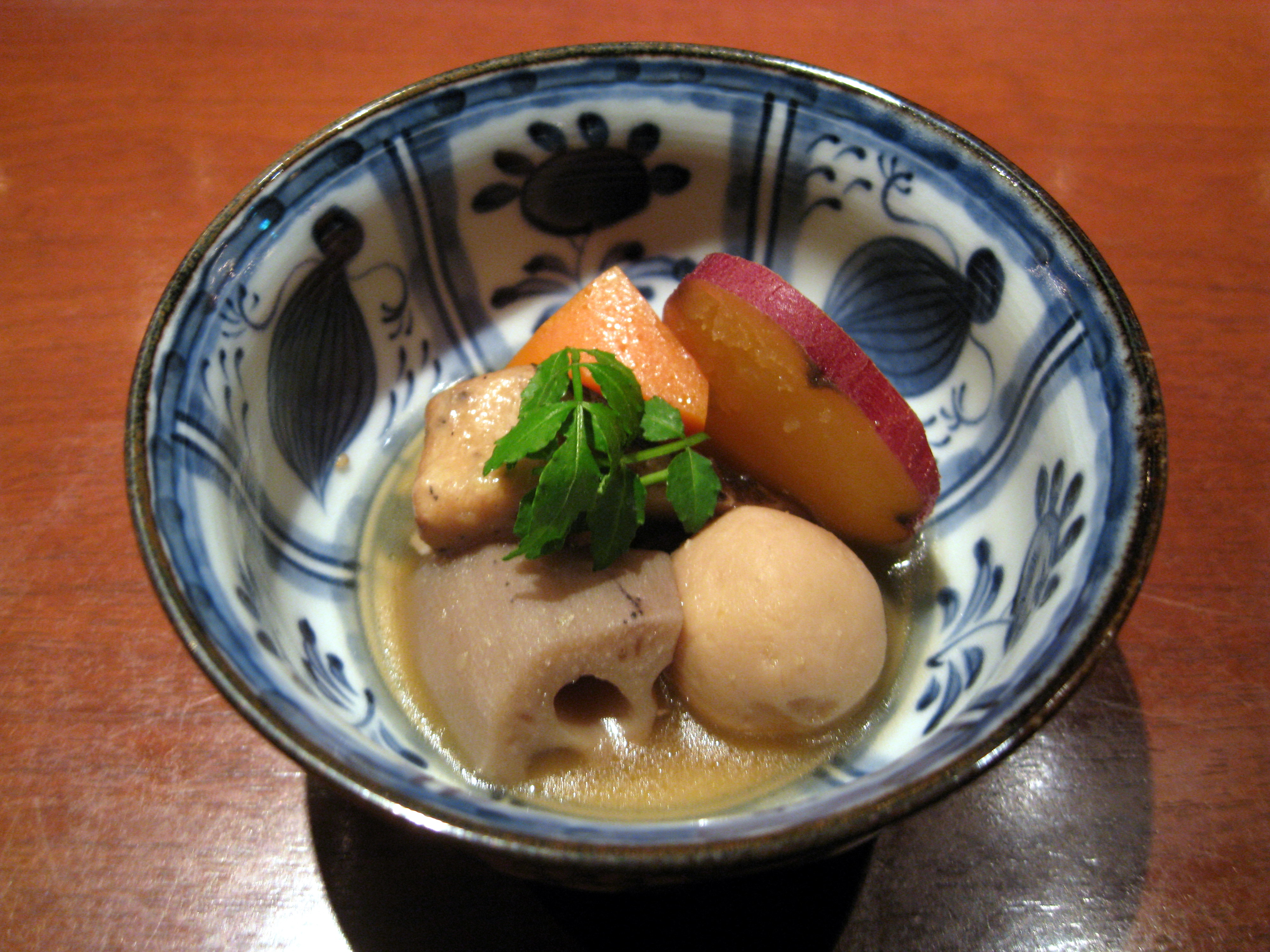
Un okazu de tubercules.

Un okazu (おかず / お数 / お菜 / 御菜, okazu) est un terme japonais faisant référence à un type de plat d'accompagnement au riz. Ils permettent de complémenter un plat de riz et sont généralement faits de légumes, poisson, viande ou tofu et sont assaisonnés de différentes façons. Dans la cuisine moderne japonaise, ils sont utilisés non seulement pour accompagner le riz, mais aussi pour accompagner les nouilles ou les autres plats de résistance.

## Histoire
Dans la cuisine traditionnelle japonaise, le riz était un plat central et tous les autres ingrédients étaient supplémentaires. Les okazu permettaient donc de rehausser la saveur du riz. Puisque le transport de nourriture était très limité, les okazu étaient souvent salés, puisque assaisonnés avec de la sauce de soja, du miso, du vinaigre ou du sel pour les garder plus longtemps. 
Après la Seconde Guerre mondiale, la population japonaise était devenue plus fortunée, et les aliments étaient devenus disponibles en plus grande quantité et variété. De ce fait, la consommation de riz a diminué et d'autres aliments étaient plus consommés, comme la pomme de terre ou les nouilles. Les okazu sont donc devenus plus variés.